# Calea ferată Salva–Vișeu de Jos
Calea ferată Salva–Vișeu de Jos este o cale ferată principală în România. Ea leagă nordul Transilvaniei de Depresiunea Maramureșului.

## Istoric
Construirea aceste căi ferate s-a făcut din motive politice. În anul 1872 a fost pusă în funcțiune Calea ferată Satu Mare–Sighetu Marmației. Astfel, Depresiunea Maramureșului a fost conectată, prin valea râului Tisa, la rețeaua de cale ferată. La acel moment, întreaga regiune era parte componentă a Regatului Ungariei din cadrul Imperiului Austro-Ungar. Construirea liniilor ferate Sighetu Marmației-Ivano-Frankivsk (1895) și Valea Vișeului–Borșa (1913) a dus la dezvoltarea și a altor zone din Maramureș.
La sfârșitul primului război mondial Austro-Ungaria s-a destrămat. Prin Tratatul de la Trianon încheiat la sfârșitul primului război mondial, Comitatul Maramureș a fost divizat între România și Cehoslovacia; partea de sud a devenit parte componentă a României, în timp ce partea de nord a ajuns pe teritoriul Cehoslovaciei. Frontiera a fost astfel trasată, încât Calea ferată Satu Mare–Sighetu Marmației s-a aflat în întregime pe teritoriul României. Ca urmare a stabilirii acestor noi granițe, căile ferate din partea românească a Maramureșului nu au mai avut nici o legătură cu restul rețelei feroviare a României.
În perioada interbelică guvernul României a adoptat măsura construirii unei căi ferate care să lege nordul Transilvaniei de Maramureș, dar acesta nu a putut fi dus la capăt. La sfârșitul anilor '30 ai secolului al XX-lea s-a început construirea unei linii, pe valea râului Sălăuța, din localitatea Salva de pe Calea ferată Beclean pe Someș–Rodna Veche prin Pasul Șetref către Vișeu de Jos. În 1939 a fost pus în funcțiune un tronson lung de 15 km de la Salva la Telciu. Continuarea căii ferate necesita construirea mai multor poduri și tuneluri, astfel încât s-a realizat inițial o singură cale ferată cu ecartament îngust, care pleca de la Telciu și se conecta cu Calea ferată Valea Vișeului-Borșa, în apropierea localității Moisei. Aceasta a fost deschisă în 1940.
Ca urmare a celor două dictate de la Viena din 1939/1940, nordul Transilvaniei și întregul Maramureș (adică atât partea română, cât și cea cehoslovacă) au fost cedate Ungariei, iar legătura între Salva și Vișeu de Jos și-a pierdut sensul. Autoritățile ungare au hotărât să nu mai continue finalizarea căii ferate cu ecartament normal.
După cel de-al doilea război mondial, Maramureșul a fost divizat din nou la Conferința de Pace de la Paris (1947); partea de sud a revenit din nou României, în timp ce partea de nord a fost cedată nu Cehoslovaciei, ci Uniunii Sovietice. Astfel, proiectul interbelic care prevedea construirea unei legături feroviare între nordul Transilvaniei și Maramureș a căpătat iarăși importanță pentru România.
În anii 1948 și 1949 a fost finalizat tronsonul lipsă între Telciu și Vișeu de Jos. A fost necesară construirea a mai multor viaducte și a cinci tuneluri, dintre care tunelul de sub Pasul Șetref între Munții Țibleș și Munții Rodnei era cel mai lung cu cei 2.388 m ai săi. Ceremonia de deschidere a avut loc pe 28 decembrie 1949 în localitatea Dealul Ștefăniței.

## Situație actuală
Calea ferată Salva–Vișeu de Jos este cu linie simplă și neelectrificată. Pe aici trec zilnic mai multe trenuri accelerate și personale.

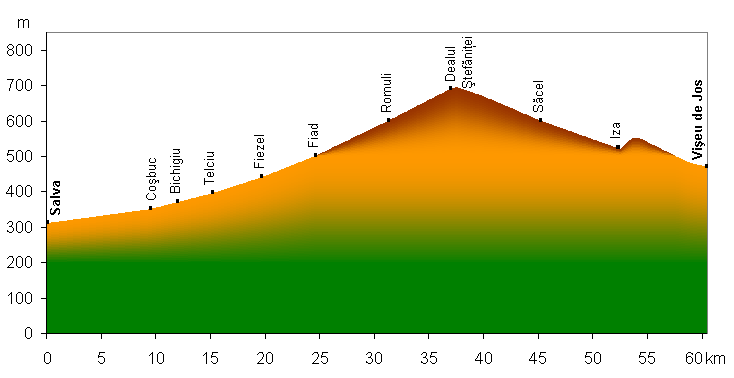
Profilul la înălțime al căii ferate

## Fotogalerie

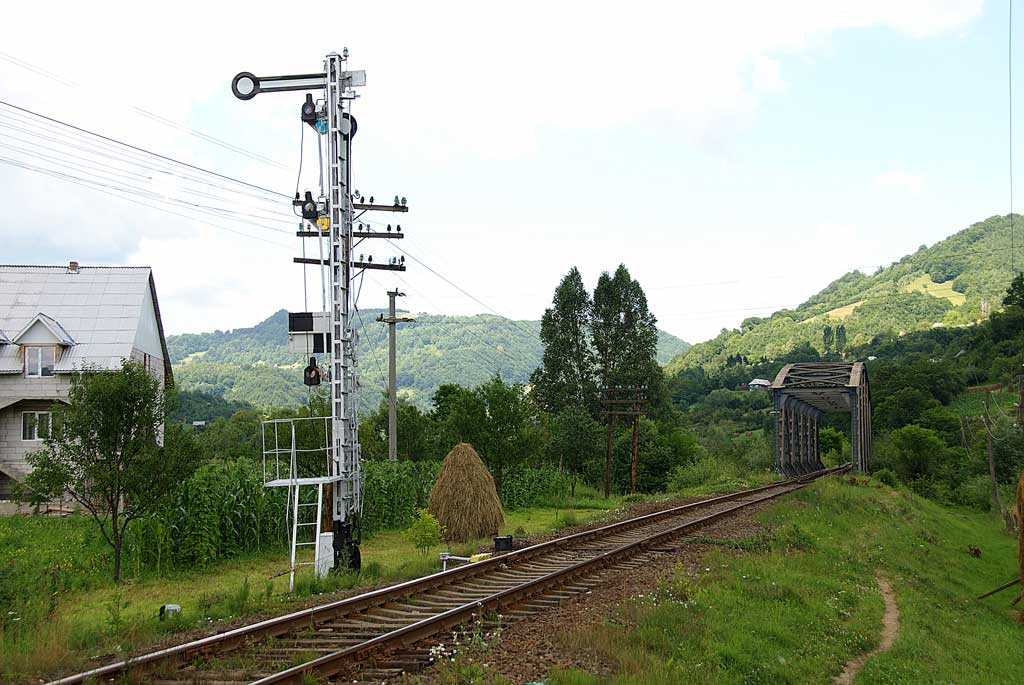
Linie ferată la Coșbuc
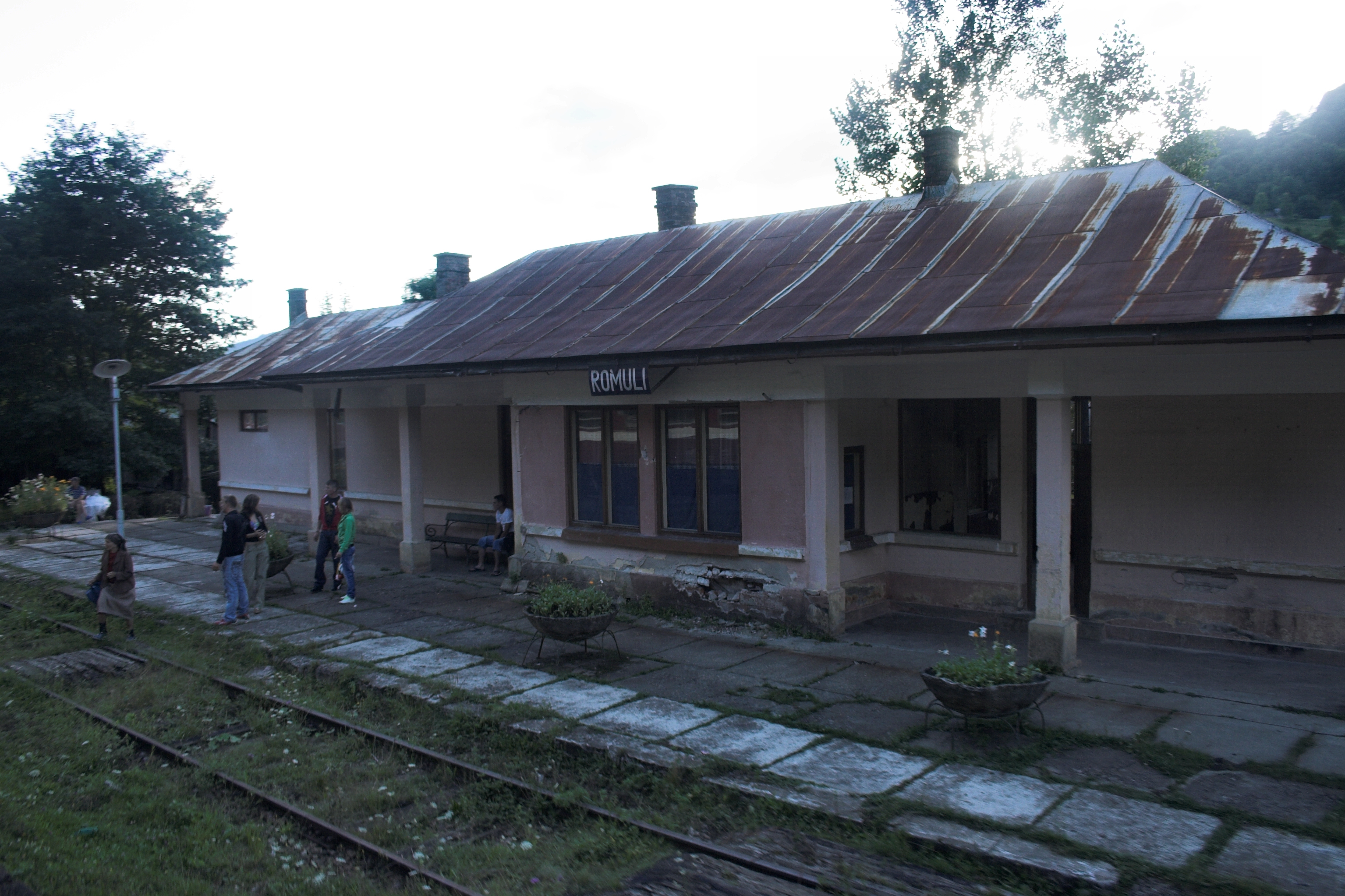
Stația Romuli
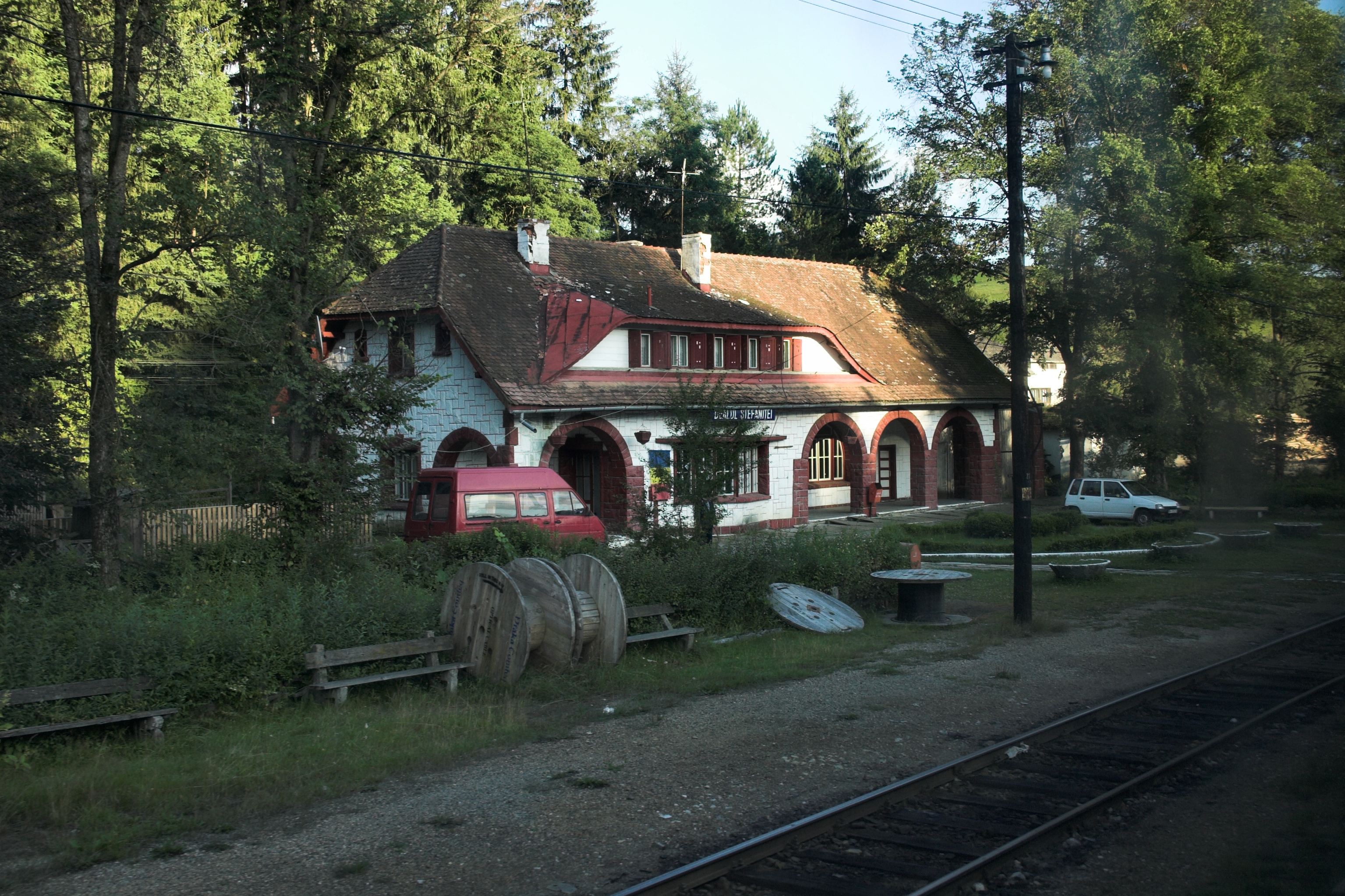
Stația Dealul Ștefaniței
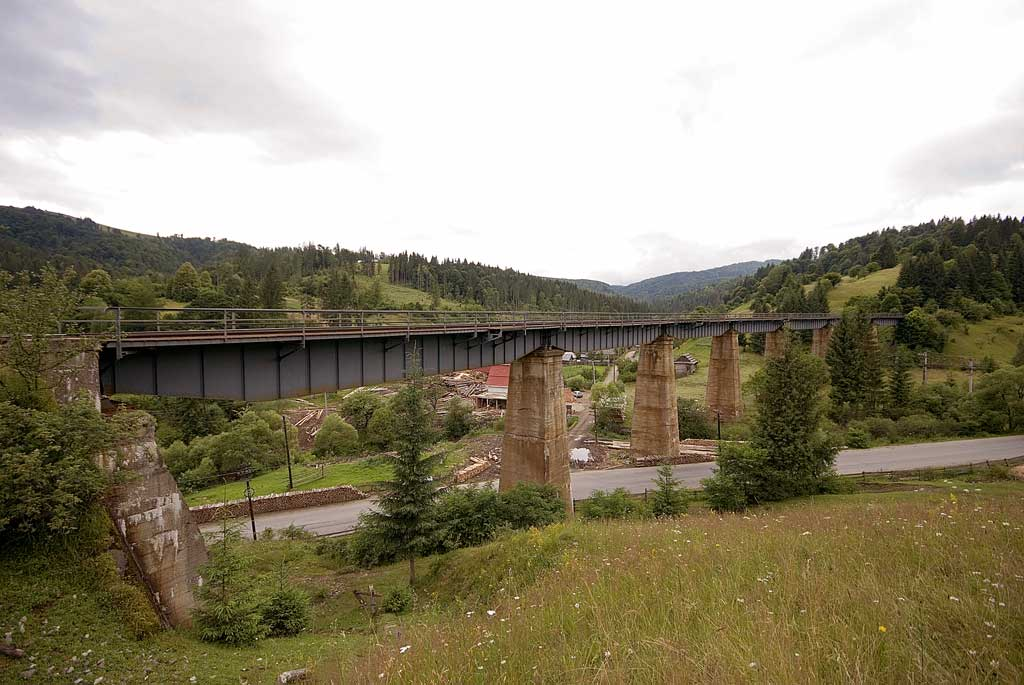
Pod la Dealul Ștefaniței
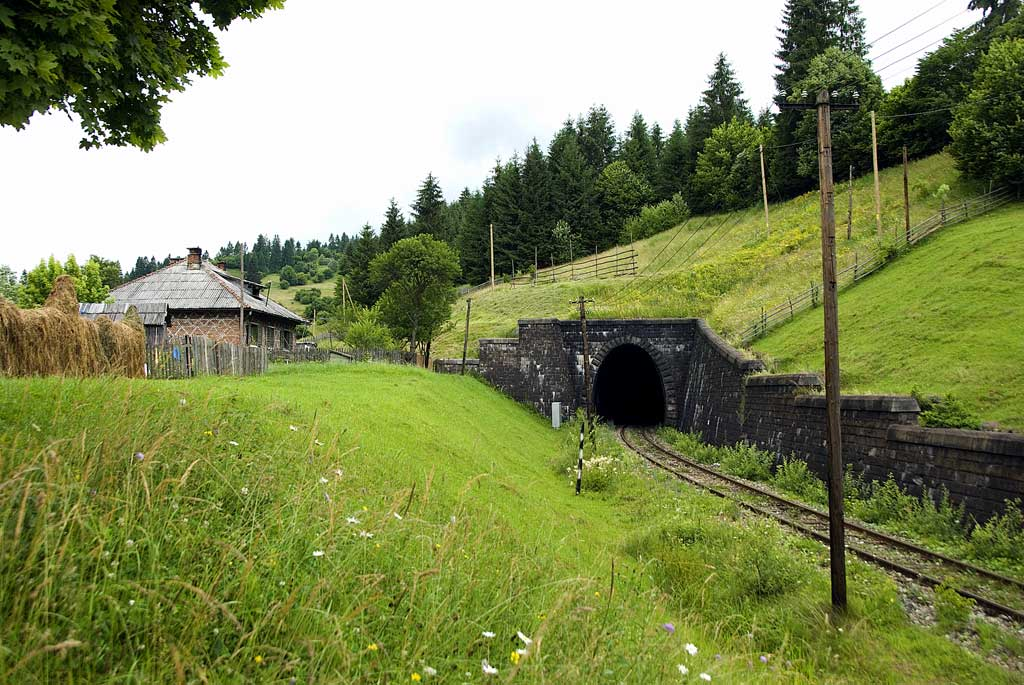
Tunel la Dealul Ștefaniței
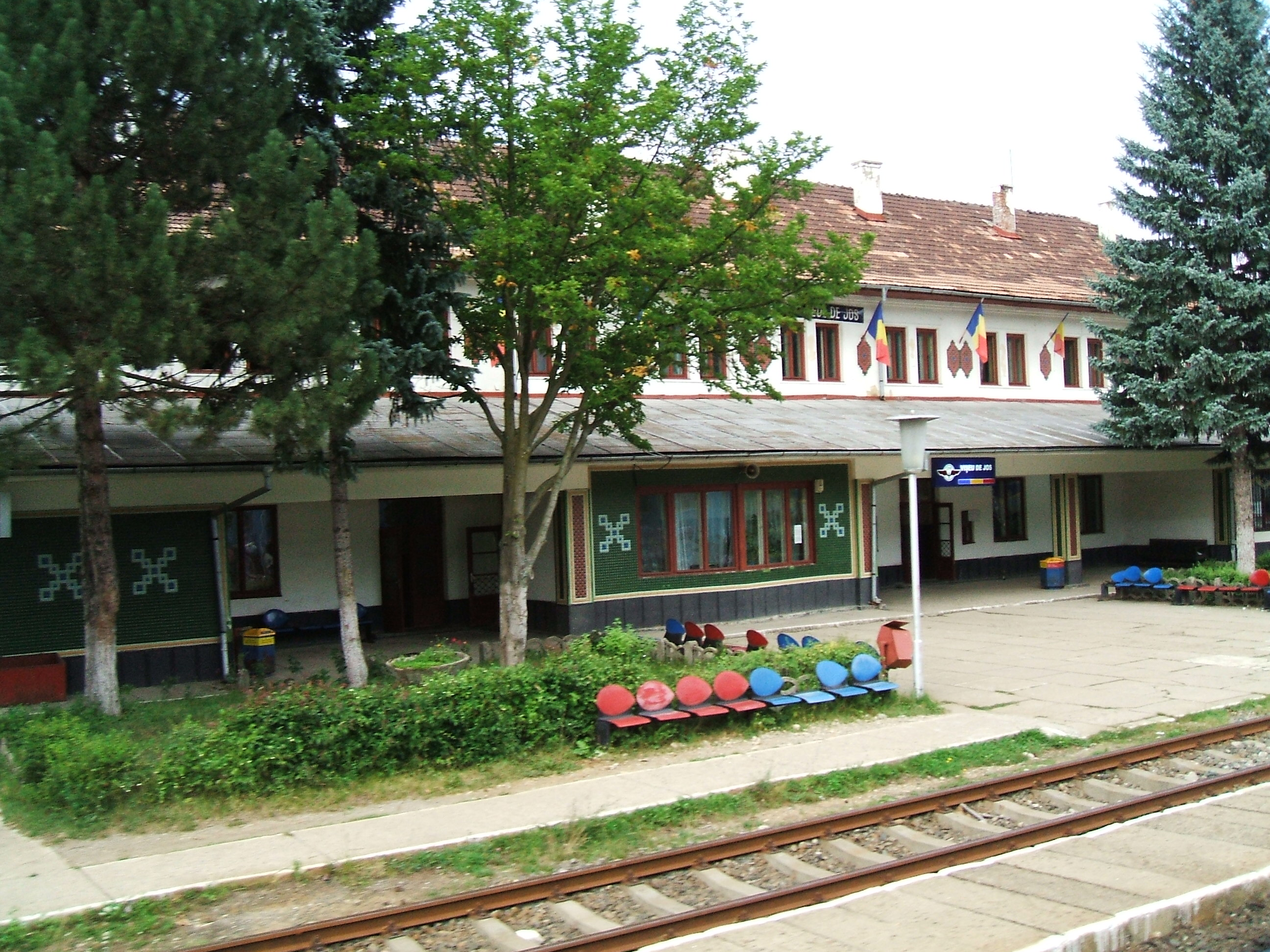
Gara din Vișeu de Jos
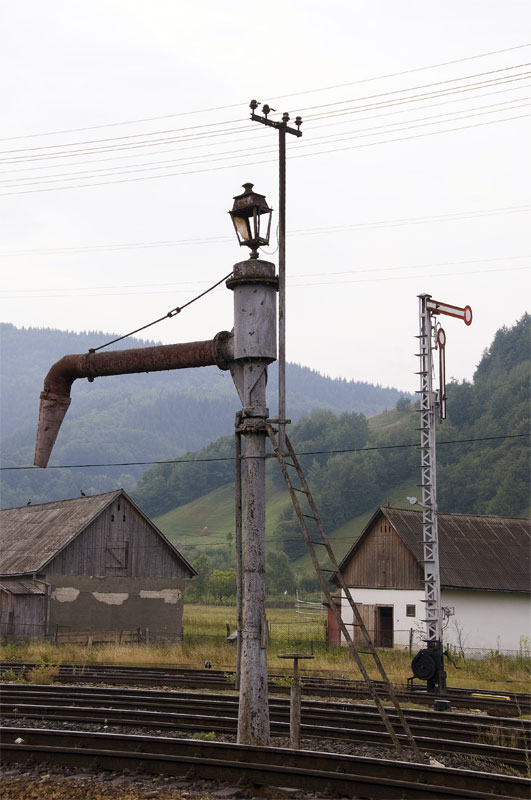
Gara din Vișeu de Jos
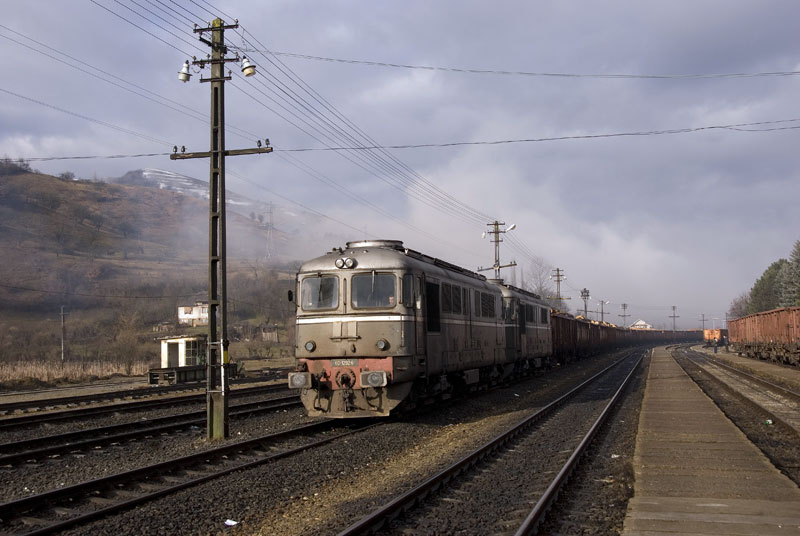
Gara din Vișeu de Jos